# Strada europea E59
La strada europea E59, facente parte delle direttrici nord-sud di classe B tra le strade europee, parte da Praga in Repubblica Ceca e, dopo aver attraversato Austria e Slovenia, termina nella capitale croata Zagabria, con un percorso totale di 680 km.
In territorio austriaco utilizza le A22 e A23 per proseguire sulla A2 per il tratto da Vienna a Graz e la A9 fino al confine sloveno. In quest'ultimo stato il primo tratto avviene attraverso l'Avtocesta A1.